# Femeie mângâind un papagal
Femeie mângâind un papagal (în franceză Femme caressant un perroquet) sau Femeie cu un papagal (în franceză Femme au perroquet / Femme avec un perroquet) este o pictură orientală în ulei pe pânză din 1827 realizată de pictorul francez Eugène Delacroix. Mai mulți istorici de artă au asociat această lucrare cu Venus și Cupidon a lui Lambert Sustris. În 1897, tabloul a fost donat de Couturier de Royas către Muzeul de Arte Frumoase din Lyon, Franța unde se află și astăzi.
Delacroix a traversat o criză sentimentală sau senzuală între 1825 și 1827, ceea ce l-a determinat să picteze mai multe lucrări mai mult sau mai puțin erotice. Potrivit jurnalului său personal din acea perioadă, finalizarea acestor picturi era strâns legată de satisfacția sexuală înainte ca tânără care servise drept model să plece.
Modelul pentru această lucrare ar putea fi domnișoara Laure, care apare și în alte opere ale artistului, precum Moartea lui Sardanapalus și Grecia printre ruinele din Missolonghi, ambele datând din aceeași perioadă. O altă posibilitate este ca aceasta să fie Rose, un alt model al său.